# 大斑雲南鰍
大斑云南鳅（学名：Yunnanilus macrositanus）为輻鰭魚綱鲤形目條鳅科云南鳅属的鰭中一種，分布於中國雲南省黑龍潭流域，體長可達7.2公分，棲息在湖泊底層水域，生活習性不明

## 扩展阅读
維基物種上的相關：大斑云南鳅